# Guillestre
Guillestre település Franciaországban, Hautes-Alpes megyében. Lakosainak száma 2286 fő (2022. január 1.). Guillestre Arvieux, Ceillac, Château-Ville-Vieille, Eygliers, Réotier, Risoul, Saint-Clément-sur-Durance és Vars községekkel határos.

## Népesség
A település népességének változása:
| Lakosok száma | 1479 | 1937 | 2000 | 2247 | 2345 | 2301 | 2344 | 2312 | 2291 | 2286 |
|               | 1968 | 1982 | 1990 | 2006 | 2013 | 2015 | 2017 | 2019 | 2020 | 2022 |